# オールステンレス車両一覧
オールステンレス車両一覧（オールステンレスしゃりょういちらん）は、オールステンレス構造を採用している鉄道車両の一覧。

## 日本
日本のオールステンレス車両のうち"※"つきの車両は前頭部が普通鋼製、"※※"つきの車両は普通鋼製車両・アルミ製車両およびセミステンレス車両が混在している。

### 1985年以前年代順
| 年月日                 | 形式                                | 製造所                       | 備考                     |
| ---------------------- | ----------------------------------- | ---------------------------- | ------------------------ |
| 1962年1月27日営業開始  | 東急7000系電車 (初代)               | 東急                         |                          |
| 1962年12月導入         | 京王3000系電車                      | 東急                         |                          |
| 1962年12月25日営業開始 | 南海6000系電車                      | 東急                         |                          |
| 1963年製造             | 国鉄キハ35形900番台気動車           | 東急                         |                          |
| 1967年3月27日営業開始  | 東急7200系電車                      | 東急                         | 一部に試作アルミ車両あり |
| 1969年11月30日営業開始 | 東急8000系電車                      | 東急                         |                          |
| 1970年製造             | 南海6100系電車                      | 東急                         |                          |
| 1973年製造             | 静岡鉄道1000形電車                  | 東急                         |                          |
| 1974年製造             | 南海6200系電車                      | 東急                         |                          |
| 1975年製造             | 南海8000系電車 (初代)               | 東急                         | 2001年に6200系へ編入     |
| 1975年2月20日営業開始  | 東急8500系電車                      | 東急                         |                          |
| 1978年製造             | 近鉄3000系電車                      | 近車                         |                          |
| 1978年12月20日営業開始 | 東急8000系電車 軽量ステンレス試作車 | 東急                         | 軽量ステンレス車両       |
| 1980年12月27日営業開始 | 東急8090系電車                      | 東急                         | 軽量ステンレス車両       |
| 1981年営業開始         | 東急8000系電車 12-3次車             | 東急                         | 軽量ステンレス車両       |
| 1981年営業開始         | 東急8500系電車 13次車               | 東急                         | 軽量ステンレス車両       |
| 1981年12月28日営業開始 | 東武9000系電車                      | 東急・アルナ・富士重         | 軽量ステンレス車両       |
| 1982年製造             | 南海8200系電車                      | 東急                         | 軽量ステンレス車両       |
| 1982年5月製造          | 京成3500形電車 3596編成             | 東急                         | 軽量ステンレス車両       |
| 1982年導入             | 京成3600形電車                      | 東急・日車                   | 軽量ステンレス車両       |
| 1983年導入             | 京王3000系電車 第20編成             | 東急                         | 軽量ステンレス車両       |
| 1983年12月22日導入     | 東武10000系電車                     | アルナ・東急・富士重         | 軽量ステンレス車両       |
| 1984年導入             | 横浜市交通局2000形電車              | 東急                         | 軽量ステンレス車両       |
| 1984年製造             | 京王7000系電車                      | 日車・東急                   | 軽量ステンレス車両       |
| 1985年製造             | 南海9000系電車                      | 東急                         | 軽量ステンレス車両       |
| 1985年3月25日営業開始  | 国鉄205系電車                       | 東急・日立・日車・川重・近車 | 軽量ステンレス車両       |
| 1985年営業開始         | 国鉄211系電車                       | 東急・日立・日車・川重・近車 | 軽量ステンレス車両       |

### 日本国有鉄道→JRグループ

#### 日本国有鉄道
- 国鉄121系電車（形式消滅） - 全車JR四国7200系に更新
- 国鉄205系電車
- 国鉄207系電車（廃系列） - JR西日本207系電車とは別系列
- 国鉄211系電車※※ - JR東日本・JR東海所有車のみ。JR西日本所有車（クモロ211・モロ210形、廃形式）は普通鋼製
- 国鉄213系電車（※クハ212形100番台のみ）※※ - JR西日本所有のクロ212形（廃形式）、クヤ212形（廃形式）は普通鋼製
- 国鉄415系電車※※ - 1986年製造分以降
- 国鉄キハ31形気動車
- 国鉄キハ35形900番台気動車（廃形式）※※
- 国鉄キハ54形気動車
- 国鉄キハ185系気動車

#### 北海道旅客鉄道（JR北海道）
- JR北海道721系電車
- JR北海道731系電車※
- JR北海道733系電車※ - efACE
- JR北海道785系電車
- JR北海道789系電車※
- JR北海道キハ201系気動車※
- JR北海道キハ261系気動車※
- JR北海道キハ281系気動車※
- JR北海道キハ283系気動車※
- JR北海道キハ285系気動車※（廃系列）
- JR北海道H100形気動車 - efACE

#### 東日本旅客鉄道（JR東日本）
- サロ124形・サロ125形電車（廃形式） - 全車サロ212・213形100・1000番台に改造
- JR東日本209系電車
- JR東日本215系電車※（廃系列）
- JR東日本701系電車
- JR東日本719系電車
- JR東日本E127系電車
- JR東日本E129系電車 - sustina
- JR東日本E217系電車
- JR東日本E231系電車
- JR東日本E233系電車
- JR東日本E235系電車 - sustina
- JR東日本E331系電車（廃系列）
- JR東日本E501系電車
- JR東日本E531系電車
- JR東日本E721系電車
- JR東日本EV-E301系電車 - sustina
- JR東日本E993系電車（廃系列） - ACトレイン
- JR東日本E995系電車（廃系列） - NE Train スマート電池くん、キヤE991形の改造車
- JR東日本キハE120形気動車
- JR東日本キハE130系気動車
- JR東日本キハE200形気動車 - ハイブリッド気動車
- JR東日本HB-E210系気動車
- JR東日本HB-E300系気動車※ - 観光用ハイブリッド気動車
- JR東日本GV-E400系気動車 - efACE
- JR東日本キヤE991形気動車（名目上廃車） - NEトレイン、E995系に改造
- JR東日本E26系客車※

#### 東海旅客鉄道（JR東海）
- JR東海311系電車
- JR東海313系電車※
- JR東海315系電車※ - N-QUALIS
- JR東海373系電車※
- JR東海383系電車※
- JR東海キハ11形気動車（300番台） ※※ - NDCシリーズ
- JR東海キハ25形気動車※
- JR東海キハ75系気動車
- JR東海キハ85系気動車※
- JR東海HC85系気動車※
- JR東海キヤ95系気動車 - ドクター東海

#### 西日本旅客鉄道（JR西日本）
- JR西日本125系電車※
- JR西日本207系電車 - 国鉄207系電車とは別系列
- JR西日本223系電車※
- JR西日本225系電車※ - 川崎重工業製のみefACE
- JR西日本227系電車※ - 川崎重工業製のみefACE
- JR西日本321系電車※
- JR西日本323系電車※ - 川崎重工業製のみefACE
- JR西日本521系電車※ - 川崎重工業製のみefACE（3次車のみ）
- JR西日本キハ120形気動車（0・300番台）※ ※※ - NDCシリーズ
- JR西日本キハ121・キハ126系気動車
- JR西日本キハ122・キハ127系気動車※
- JR西日本キハ187系気動車
- JR西日本キハ189系気動車※
- JR西日本キヤ141系気動車※ - ドクターWEST
- JR西日本DEC700形気動車※

#### 四国旅客鉄道（JR四国）
- JR四国5000系電車※ - JR西日本223系2000番台（ダブルデッカー車はJR東日本E217系）ベース
- JR四国6000系電車
- JR四国7000系電車
- JR四国7200系電車 - 国鉄121系のVVVFインバータ改造車
- JR四国8000系電車※
- JR四国8600系電車※ - efACE
- JR四国1000形気動車
- JR四国1200形気動車
- JR四国1500形気動車
- JR四国2000系気動車
- JR四国2600系気動車※ - efACE
- JR四国2700系気動車※ - efACE

#### 九州旅客鉄道（JR九州）
- JR九州303系電車※
- JR九州811系電車※
- JR九州813系電車※
- JR九州783系電車※
- JR九州883系電車※ ※※ - 2008年製造の増備車（モハ883形1000番台・サハ883形1000番台）はアルミ製
- JR九州YC1系気動車 - efACE

#### 鉄道総合技術研究所（鉄道総研・JR総研）
- 鉄道総研R291形電車※ - 車体はJR西日本223系2000番台ベース。無車籍で厳密には鉄道車両ではない

### 私鉄・第三セクター鉄道
当節以降、前節までの"※"（前頭部が普通鋼製）、"※※"（普通鋼製車両・アルミ製車両およびセミステンレス車両が混在）に加えて、以下の記号を付す。
- "☆"はJR東日本のE231系やE233系の設計を基にした車両
- "◇"は日車式ブロック工法（日車式SUSブロック構体）で製造された車両

#### 青い森鉄道
- 青い森鉄道青い森701系電車 - JR東日本701系と同一（一部は同社からの譲受車）
- 青い森鉄道青い森703系電車 - JR東日本E721系と同一

#### IGRいわて銀河鉄道
- IGRいわて銀河鉄道IGR7000系電車 - JR東日本701系と同一（一部は同社からの譲受車）

#### 仙台空港鉄道
- 仙台空港鉄道SAT721系電車 - JR東日本E721系500番台と同一

#### 阿武隈急行
- 阿武隈急行AB900系電車 - JR東日本E721系と同一

#### 小田急電鉄
- 小田急1000形電車
- 小田急2000形電車
- 小田急3000形電車 (2代)◇
- 小田急4000形電車 (2代)☆
- 小田急5000形電車 (2代)
- 小田急クヤ31形電車（事業用車）

#### 京成電鉄
- 京成3000形電車 (2代)※◇
- 京成3100形電車 (2代)※◇
- 京成3500形電車※※ - 一部車両のみ
- 京成3600形電車
- 京成3700形電車※
- 新京成電鉄8900形電車※
- 新京成電鉄N800形電車※◇
- 新京成電鉄80000形電車※◇

#### 北総鉄道
- 北総開発鉄道7000形電車※※ - 廃系列・ごく一部のみ
- 北総開発鉄道7300形電車※ -  京成3700形のOEM
- 北総鉄道7500形電車※◇ - 京成3000形 (2代)のOEM

#### 千葉ニュータウン鉄道
- 住宅・都市整備公団9000形電車 - 廃系列
- 住宅・都市整備公団9100形電車※

#### 東急電鉄
- 東急1000系電車
- 東急2000系電車
- 東急2020系電車 - sustina
- 東急3000系電車 (2代)
- 東急3020系電車 - sustina
- 東急5000系電車 (2代)☆
- 東急5050系電車☆ - サハ5576はsustina第1号
- 東急5080系電車☆
- 東急6000系電車 (2代)☆
- 東急6020系電車 - sustina
- 東急7000系電車 (初代)（東急内では名目上廃車） - 日本初のオールステンレス車両
- 東急7000系電車 (2代)☆
- 東急7200系電車（東急内（旅客車両）では名目上廃車） - ※※事業用車2両（デヤ7200形・デヤ7290形）はアルミ製
- 東急サヤ7590形電車（事業用車）
- 東急7500系電車（事業用車）
- 東急7600系電車 - 7200系のVVVFインバータ改造車
- 東急7700系電車 - 7000系（初代）のVVVFインバータ改造車
- 東急8000系電車（東急内では廃系列）
- 東急8090系電車
- 東急8500系電車
- 東急8590系電車
- 東急9000系電車

#### 京浜急行電鉄
- 京急1000形電車 (2代)※ ※※ - 京急初のオールステンレス車、6次車以降

#### 京王電鉄
- 京王1000系電車 (2代)※
- 京王3000系電車
- 京王7000系電車
- 京王8000系電車※
- 京王9000系電車※ ◇
- 京王5000系電車 (2代) - sustina

#### 東武鉄道
- 東武9000系電車
- 東武10000系電車
- 東武20000系電車
- 東武30000系電車

#### 西武鉄道
- 西武6000系電車※※

#### 相模鉄道
- 相鉄10000系電車☆
- 相鉄11000系電車☆
- 相鉄12000系電車 - sustina

#### 東京臨海高速鉄道
- 東京臨海高速鉄道70-000形電車 - 余剰車6両はJR東日本209系3100番台に改造

#### 横浜高速鉄道
- 横浜高速鉄道Y000系電車
- 横浜高速鉄道Y500系電車

#### 江ノ島電鉄
- 江ノ島電鉄500形電車

#### 伊豆箱根鉄道
- 伊豆箱根鉄道3000系電車※※（二次形）
- 伊豆箱根鉄道5000系電車※※（第二編成以降）
- 伊豆箱根鉄道7000系電車

#### 箱根登山鉄道
- 箱根登山鉄道3000形電車

#### 静岡鉄道
- 静岡鉄道1000形電車
- 静岡鉄道A3000形電車 - sustina

#### しなの鉄道
- しなの鉄道SR1系電車 - JR東日本E129系と同一

#### 名古屋鉄道
- 名鉄300系電車※ ◇
- 名鉄3300系電車 (3代)※◇
- 名鉄4000系電車◇
- 名鉄5000系電車 (2代)※ ◇
- 名鉄9500系電車※◇

#### 愛知環状鉄道
- 愛知環状鉄道2000系電車※ - JR東海313系ベース

#### 名古屋臨海高速鉄道
- 名古屋臨海高速鉄道1000形電車◇

#### 伊勢鉄道
- 伊勢鉄道イセIII型気動車 - LE-DCを基にした気動車

#### えちごトキめき鉄道
- えちごトキめき鉄道ET122形気動車（基本番台）※ ※※ - JR西日本キハ122系ベース

#### あいの風とやま鉄道
- あいの風とやま鉄道521系電車（1000番台）※ - JR西日本521系と同一（0番台は同社からの譲受車）

#### 近畿日本鉄道
- 近鉄3000系電車（廃系列） - 近鉄唯一のオールステンレス車両。近畿車輛独自の工法による製造。

#### 南海電気鉄道
- 南海1000系電車 (2代)
- 南海2000系電車 - ステンレスズームカー
- 南海2300系電車
- 南海6000系電車
- 南海6100系電車（形式消滅） - 全車6300系に更新
- 南海6200系電車 - 一部は8000系 (初代)からの編入車・8200系の更新車
- 南海6300系電車 - 6100系の更新車
- 南海8000系電車 (初代)（形式消滅） - 6200系に編入
- 南海8000系電車 (2代)☆ - JR東日本E231系と同じ部品を一部使用
- 南海8200系電車（形式消滅） - 更新の際に6200系50番台に改番
- 南海8300系・9300系電車※
- 南海9000系電車
- 南海12000系電車
- 大阪府都市開発3000系電車※※ - 1985年以降製造車。

#### 阪神電気鉄道
- 阪神1000系電車※
- 阪神5700系電車※
- 阪神9000系電車※

#### 大阪市交通局 → 大阪市高速電気軌道（Osaka Metro）
- 大阪市交通局新20系電車
- 大阪市交通局66系電車
- 大阪市交通局30000系電車 - 川崎重工業製のみefACE

#### 北大阪急行電鉄
- 北大阪急行電鉄9000形電車

#### 神戸電鉄
- 神戸電鉄6000系電車
- 神戸電鉄6500系電車

#### 智頭急行
- 智頭急行HOT7000系気動車※

#### 井原鉄道
- 井原鉄道IRT355形気動車 - NDCシリーズ

#### 若桜鉄道
- 若桜鉄道WT3300形気動車 - NDCシリーズ

#### 一畑電車
- 一畑電車7000系電車 - JR四国7000系ベースだが、JR西日本225系（0・5000番台）と同じ部品を一部使用

#### 土佐くろしお鉄道
- 土佐くろしお鉄道2000系気動車 - JR四国2000系と同一
- 土佐くろしお鉄道TKT-8000形気動車 - 国鉄転換第三セクター鉄道初のステンレス車両
- 土佐くろしお鉄道9640形気動車※

#### 伊予鉄道
- 伊予鉄道610系電車※
- 伊予鉄道7000系電車※

#### 阿佐海岸鉄道
- 阿佐海岸鉄道ASA-100形気動車 - NDCシリーズ
- 阿佐海岸鉄道ASA-200形気動車（廃形式） - NDCシリーズ

#### 西日本鉄道
- 西鉄3000形電車※
- 西鉄9000形電車※

### 公営鉄道

#### 東京都交通局（地下鉄）
- 東京都交通局5500形電車 (鉄道) - Sustina
- 東京都交通局6300形電車
- 東京都交通局10-000形電車※※ - 3次車以降
- 東京都交通局10-300形電車☆
- 東京都交通局12-000形電車※※ - 試作車のみ、試験終了。試験開始から試験終了まで無車籍で厳密には鉄道車両ではない

#### 横浜市交通局
- 横浜市交通局2000形電車（廃形式）
- 横浜市交通局3000形電車◇（R・S・V）

#### 名古屋市交通局
- 名古屋市交通局2000形電車 (鉄道)
- 名古屋市交通局3050形電車
- 名古屋市交通局5050形電車
- 名古屋市交通局6000形電車
- 名古屋市交通局6050形電車◇
- 名古屋市交通局7000形電車
- 名古屋市交通局N1000形電車◇
- 名古屋市交通局N3000形電車※※ ◇（第2編成以降）

#### 京都市交通局
- 京都市交通局50系電車

#### 福岡市交通局
- 福岡市交通局2000系電車

### 新交通システム

#### 埼玉新都市交通
- 埼玉新都市交通2000系電車

#### 東京都交通局（日暮里・舎人ライナー）
- 東京都交通局300形電車

#### ゆりかもめ
- 東京臨海新交通7000系電車

#### 横浜シーサイドライン（旧・横浜新都市交通）
- 横浜新都市交通2000形電車

#### 大阪市交通局 → 大阪市高速電気軌道（ニュートラム）
- 大阪市交通局100A系電車（廃系列）
- 大阪市交通局200系電車

#### 関西国際空港
- ウイングシャトル - 昇降機（水平式エレベータ）扱いで厳密には鉄道車両ではない

#### 神戸新交通
- 神戸新交通2000型電車
- 神戸新交通2020型電車

### かつて車両を所有していた鉄道会社

#### 大阪港トランスポートシステム（OTS）
- 大阪港トランスポートシステムOTS系電車 - 大阪市交通局に移管後、24系に編入、後に22系50番台に改造
- 大阪港トランスポートシステムOTS100系電車 - 大阪市交通局に移管後、100A系に編入

など多数あり、現在でも製造が続いている。

## 日本以外
- レール・ディーゼル・カー(RDC)
- ニューヨーク市地下鉄R142A形電車など
- ペンシルバニア鉄道→フィラデルフィア・SEPTAのパイオニアIII
- シカゴ・メトラの2代目ハイライナー
- サウスショアー線の平屋電車およびハイライナー（サウスショアー線の日本車輌製造製電車）
- バーリントン鉄道のパイオニア・ゼファー
- サンタフェ鉄道のビッグ・ドーム
- 同プレジャー・ドーム
- ペン・セントラル鉄道→アムトラックのメトロライナー
- アムトラックのアムフリート
- 同スーパーライナー
- 同ビューライナー
- カナダ太平洋鉄道→VIA鉄道のパーク・カー
- 韓国鉄道2000系電車
- 韓国鉄道3000系電車
- 韓国鉄道5000系電車
- 韓国鉄道公社6000系電車 - 廃系列、全車321000系電車へ編入
- 韓国鉄道公社319000系電車
- 韓国鉄道公社321000系電車
- ソウル特別市地下鉄公社1000系電車 (2代)
- ソウル特別市地下鉄公社2000系電車 (2代)
- ソウル特別市地下鉄公社4000系電車 (2代)
- ソウルメトロ3000系電車
- ソウル特別市都市鉄道公社5000系電車
- ソウル特別市都市鉄道公社6000系電車
- ソウル特別市都市鉄道公社7000系電車
- ソウル特別市都市鉄道公社8000系電車
- ソウル市メトロ9号線9000系電車
- 仁川広域市地下鉄公社1000系電車
- 釜山交通公団1000系電車 - 韓国初のオールステンレス車
- 釜山交通公団2000系電車
- 大邱広域市地下鉄公社1000系電車
- 九広鉄路MTR SP1900/1950形電車
- 台湾鉄路管理局EMU500型電車
- 台湾鉄路管理局EMU600型電車
- 台湾鉄路管理局EMU700型電車
- 台湾鉄路管理局EMU800型電車
- 台湾鉄路管理局EMU900型電車
- 台湾鉄路管理局DR2700型気動車
- 台湾鉄路管理局DR2800型気動車
- 台湾鉄路管理局DR2900型気動車
- 台湾鉄路管理局DR3000型気動車
- 台湾鉄路管理局DR3100型気動車
- 台北捷運301型電車
- 台北捷運381型電車
- 台北捷運321型電車
- 新北捷運淡海軽軌電車
- マニラ・ライトレール1200形電車

など多数。